# De Joodse Raad (televisieserie)
De Joodse Raad is een Nederlandse televisieserie uit 2024. De serie werd geregisseerd door Paula van der Oest, Matthijs van Heijningen (co-regie) en Alain de Levita (co-regie) en geproduceerd door productiemaatschappij Levitate Film, in opdracht van de Evangelische Omroep (EO). Die omroep zond de serie uit in maart 2024. Het scenario is geschreven door Roos Ouwehand en Paul Jan Nelissen, en is onder meer gebaseerd op het boek De Joodsche Raad (1983) van journalist Hans Knoop.

## Achtergrond
De serie vertelt in vijf afleveringen het verhaal van de Joodse Raad, van de instelling ervan in 1941 tot en met de vervolging van de twee voorzitters na de oorlog, in 1947. De hoofdpersonen zijn voorzitter David Cohen (gespeeld door Pierre Bokma) en zijn dochter Virrie Cohen (Claire Bender). Virrie is aanvankelijk verpleegster in een Amsterdams ziekenhuis; later werkt ze in de crèche tegenover de Hollandsche Schouwburg. Daar is ze betrokken bij het wegsmokkelen van Joodse kinderen naar onderduikadressen. Centraal in de serie staan de morele  dilemma's waar voorzitters en medewerkers van de Raad mee worden geconfronteerd, en de verwijdering tussen vader en dochter alsmede hun latere verzoening.

## Rolverdeling[3][4]
- David Cohen – Pierre Bokma
- Virrie Cohen – Claire Bender
- Bram Asscher – Jack Wouterse
- Mirjam Bolle-Levie – Tanya Zabarylo
- Gertrude van Tijn – Malou Gorter
- Cornelia Cohen – Monic Hendrickx
- Mirjam Cohen – Ellie de Lange
- Rebecca Gomperts – Simone Giel
- Piet Meerburg – Victor IJdens

De Duitse bezetter wordt in de serie vertegenwoordigd door 'Beauftragter' Hans Böhmcker, SD'er Klaus Barbie en Ferdinand aus der Fünten, de leider van de Zentralstelle für jüdische Auswanderung, gespeeld door Jakob Diehl. Ook Walter Süskind, namens de Raad beheerder van de Hollandsche Schouwburg, speelt een (kleine) rol.

## Afleveringen
| Aflevering / Titel                      | Uitzenddatum  | Kijkcijfers |
| --------------------------------------- | ------------- | ----------- |
| 1) De burgemeesters van Joods Amsterdam | 10 maart 2024 | 1.409.000   |
| 2) De gele vlek                         | 17 maart 2024 | 1.265.000   |
| 3) De Jodendictator                     | 24 maart 2024 | 1.202.000   |
| 4) De langste nacht                     | 31 maart 2024 | 1.232.000   |
| 5) De kleine Shoah                      | 7 april 2024  | 1.193.000   |

## Productie
De serie werd aanvankelijk voorgedragen bij de EO door Fu Works, het productiebedrijf van San Fu Maltha. De omroep en ook de overkoepelende NPO waren enthousiast maar drongen erop aan dat een ander bedrijf de productie op zich zou nemen. De NPO had zorgen over de financiële positie van Fu Works. Het programma-idee (format) werd vervolgens overgedragen aan Levitate. Die voorgeschiedenis is terug te zien in de aftiteling van de serie, waar schrijfster Joosje Asser, die voor Fu Works aan de serie werkte, genoemd wordt voor "scenario-adviezen". Van Asser zou het idee afkomstig zijn om de relatie tussen vader David en dochter Virrie centraal te plaatsen.

### Locaties
Een deel van de scènes werd opgenomen in en voor het voormalige hoofdkantoor van de Raad, Nieuwe Keizersgracht 58 in Amsterdam. De buitenscènes bij de crèche en de Hollandsche Schouwburg werden niet bij de oorspronkelijke gebouwen gefilmd (de crèche is afgebroken) maar elders, voornamelijk in Haarlem. Ook voor de scènes waar de voorzitters op bezoek gaan bij de Duitse vertegenwoordiger Hans Böhmcker, die in werkelijkheid zetelde in een villa aan het Museumplein, werd een alternatieve locatie gebruikt. Het hofje Elisabeth Otter-Knoll Stichting aan het Amsterdamse Eikenplein figureerde als het ziekenhuis waar Virrie werkt. Voor de rechtbank van Amsterdam werd de hal van het Paleis-Raadhuis in Tilburg gebruikt. Huize Vincentius in Udenhout figureerde als Duits kantoor.

### Claire Bender
Bender bereidde zich als niet-Joodse uitgebreid voor op haar rol. Zo nam ze deel aan rondleidingen door de Joodse Buurt, luisterde naar podcasts van het Verzetsmuseum Amsterdam ingesproken door Job Cohen en bracht een bezoek aan de Hollandsche Schouwburg, toen net in verbouwing. Ook bezocht ze de Portugees-Israëlietische Synagoge en een sjabbat. Ook heeft ze gesproken met Rob Oudkerk (zoon van Virrie Cohen), waar ze bij hem thuis Virries dagboek kon inkijken/lezen. Het achteraf terug gaan zien van de opnamen gaf haar een gevoel van plankenkoorts, een gevoel dat ze deelde met Pierre Bokma. Na de opnamen nam ze een rustpauze om bij te komen.

## Ontvangst
De VPRO Gids sprak van een "sterke dramaserie" en loofde het spel van Bokma en Bender. De recensent van Veronica Superguide schreef "De makers van De Joodse Raad schetsen met hun pakkende, ontroerende en soms verbijsterende drama het grote en kleine leed zoals dat zelden in Nederlandse films en tv-series is vertoond." In de Volkskrant gaf Mark Moorman de serie vijf sterren: "complexe geschiedenis voortreffelijk in balans gehouden door het vader-dochterdrama in het hart van het verhaal". Johannes Houwink ten Cate, emeritus-hoogleraar Holocauststudies, gaf veel kritiek op de in zijn ogen niet erg waarheidsgetrouwe serie. Hij vond dat de Joodse Raad veel te veel de schuld van de deportaties toebedeeld kreeg en dat vooral Asscher en Cohen er bekaaid af kwamen.
De eerste aflevering trok 1,4 miljoen kijkers. De serie had een marktaandeel van 26 procent.

## Prijzen en nominaties
De serie werd in juni 2024 bekroond met de Zilveren Nipkowschijf.
De Joodse Raad won het Gouden Kalf voor Beste Dramaserie en Beste Scenario Dramaserie op 27 september 2024. De serie was genomineerd voor het Gouden Kalf (filmprijs), in meerdere categorieën: Beste Dramaserie (Levitate Film), Beste Regie Dramaserie (Paula van der Oest, Alain de Levita & Matthijs van Heijningen jr.), Beste Scenario Dramaserie (Roos Ouwehand & Paul Jan Nelissen), Beste Hoofdrol Dramaserie (Pierre Bokma) en Beste Bijrol Dramaserie (Malou Gorter).   
De Joodse Raad won ook de Gouden Televizier-Ring Impact. Hoofdrolspeler Pierre Bokma werd genomineerd voor de Televizier-Ring voor acteurs.